# Америчка митологија
Америчка митологија је скуп традиционалних прича које се односе на најлегендарније америчке и народне приче које датирају из касних 1700-их када су се населили први колонисти. Односи се и на савремено проучавање и предмет који је представљен у књижевности и уметности других култура у било ком периоду. Приче из америчке митологије су примарни извори инспирације за приче као што су Бигфут, Пол Банјан и Усамљени ренџер.

## Амерички бизон
Култура Индијанаца је веома повезана са митологијом, користили су је да испричају приче о свом животу, животима својих предака као и да објасне натприродну везу између људи и одређених животиња. Један аспект митологије је био бизон који је сматран потенцијалним извором хране Индијанцима, али су били превише тешки за лов, посебно пре проналаска оружја, па су уместо тога коришћени у многим ритуалима који су укључивали плес и молитву. Већина ритуала се односила на тешкоће хватања и убијања бизона. Сматрани су светим животињама због знања о медицини, а такође су виђени као веома моћни у духовном свету. Њихови делови тела су коришћени у многим верским ритуалима.